# Ahmed Osman
 (septembre 2018).
Si vous disposez d'ouvrages ou d'articles de référence ou si vous connaissez des sites web de qualité traitant du thème abordé ici, merci de compléter l'article en donnant les références utiles à sa vérifiabilité et en les liant à la section « Notes et références ».
Ahmed Osman (Oujda, 3 janvier de l'an '30) est un homme d'État marocain né le 3 janvier 1930 à Oujda.
Il est le fondateur du Rassemblement national des indépendants en 1978 et le  8e Premier ministre qui gouverna du 2 novembre 1972 au 22 mars 1979. Il fut aussi président de la Chambre des représentants de 1984 à 1992. C'est aussi le gendre de Mohammed V. Il fut marié à Lalla Nezha, une des sœurs de Hassan II.

## Biographie
Ahmed Osman nait le 3 janvier 1930 à Oujda.
Il a étudié avec le roi Hassan II en classe primaire, puis en secondaire au Collège royal de Rabat. Il s'installe en France à Bordeaux pour  suivre des études universitaires et obtient son doctorat en droit en 1955'. 

## Vie personnelle
Il épousa la princesse Lalla Nezha, une des sœurs de Hassan II en 1964. Le couple a un fils Moulay Nawfal. Ahmed devient veuf de son épouse à la suite d'un accident de voiture en 1977. Son fils né en 1966 et décédé en 1992.
Son fils Ali Osman, issue de ses secondes noces, est marié à Alia Sefrioui, fille de Anas Sefrioui.

### Parcours politique
- 1955 : intègre la première cellule du Cabinet royal constituée à Saint-Germain-en-Laye comme conseiller juridique.
- 1957 : rejoint le ministère des Affaires étrangères.
- 1959 : secrétaire général du ministère de la Défense.
- 1961 : ambassadeur du Maroc en RFA
- 1962 : sous-secrétaire d'État chargé du Commerce, de l'Industrie et des Mines (jusqu'en novembre 1963).
- 1964 : PDG de la Comanav
- 1967 : ambassadeur aux États-Unis, au Canada et au Mexique
- 1970 : ministre des Affaires administratives
- 1971 : directeur du Cabinet royal
- 1972 : Premier ministre, jusqu'en mars 1979[7],[8]
- 1977 : député à Oujda, réélu en 1984 et 1997
- 1978 : président du RNI
- 1983 : ministre d'État
- 1984 : président de la Chambre des représentants jusqu'en 1992
- 2007 : fin de son mandat à la tête du RNI

## Décoration
- Grand cordon de l'ordre du Trône (Royaume du Maroc)